# Un mundo para Julius
Un mundo para Julius es la primera y más emblemática novela del escritor peruano Alfredo Bryce Echenique, considerado uno de los escritores más importantes del llamado "Boom" de la literatura latinoamericana.

## Trasfondo
Bryce Echenique escribió este libro mayormente durante su estadía en París, aunque se publicó por primera vez en 1970 en Lima. Un mundo para Julius participó en el Premio Biblioteca Breve de 1970, sin obtener mención alguna, aunque, en 1972, ganó el Premio Nacional de Literatura del Perú. La novela es una mirada crítica, mordaz y hasta, ocasionalmente, burlona a la clase alta limeña y evidencia las diversas características sociales de la Lima aristocrática de esa época, como la elegancia, la hipocresía, el racismo y la división de clases sociales, entre otros temas.
Al igual que muchas obras de Bryce, esta tiene muchos elementos autobiográficos. Bryce nació y creció en la misma mansión que relata en la novela, se educó en el Inmaculado Corazón y según él, Susan, la madre de Julius, está inspirada en una tía suya.

## Argumento
La novela trata acerca de la vida de Julius, un niño solitario, muy curioso e intuitivo, perteneciente a una familia muy adinerada de Lima, centrándose en su niñez (entre su casa-palacio en la Avenida Salaverry, el colegio adonde va, primero al Inmaculado Corazón y luego al Markham College, sus largas vacaciones en el Hotel Country Club de Lima y la relación con familiares y amigos) y principios de su adolescencia (donde despertará para conocer dolorosamente el mundo "cruel" de los adultos al que nunca pudo entender).

## Versiones
- En 1997 el canal Caracol Televisión realiza la adaptación del libro a una telenovela llamada Julius producida por Luis Felipe Salamanca y Darío García. Esta protagonizada por Rafael Londoño como el personaje titular junto con Laure Simpson, Omar Fierro y Jorge Enrique Abello.

- Los planes de producir la película comenzaron en 2007 cuando Carmela Castellano adquirió los derechos para el mercado estadounidense aunque sin éxito.[2][3] Fue cancelado al año siguiente.[4]

- En 2021 se estrenó una adaptación cinematográfica dirigida por Rossana Díaz Costa protagonizada por Rodrigo Barba, Augusto Linares, Fiorella de Ferrari, Mayella Lloclla y Nacho Fresneda.[5][6]